# God's S.T.A.R.
「God's S.T.A.R.」（ゴッズスター）は、2016年12月21日にキングレコードから発売されたQUARTET NIGHTの2枚目のシングル。

## 概要
前作「エボリューション・イヴ」から1年半ぶりのシングル。テレビアニメ『うたの☆プリンスさまっ♪ マジLOVEレジェンドスター』の挿入歌として起用された。
表題曲「God's S.T.A.R.」は第12話・第13話、カップリング曲の「KIZUNA」は第2話で披露された。
初回限定特典として、2017年3月に開催されるQUARTET NIGHT初の単独ライブ「QUARTET NIGHT LIVE エボリューション2017」のプレミア先行抽選申し込みコードが封入される。

## チャート成績
12月20日付のオリコンデイリーランキングでは3.3万枚を売り上げ3位にランクイン。翌21日付では2.3万枚を売り上げて1位に浮上した。2017年1月2日付オリコン週間シングルランキングで10.8万枚を売り上げて1位にランクイン。キャラクター名義のシングル作品が首位を獲得するのはL.M.B.Gの「ハイファイ☆デイズ」以来6ヶ月ぶりであり、『うたの☆プリンスさまっ♪』のみならず、男性キャラクター名義として史上初の1位獲得となった。また、初動売上枚数はこれまで最高だったμ'sの「MOMENT RING」の9.6万枚を上回り、当時のキャラクター名義のシングルの最高初動記録を更新するとともに、史上初めて初動10万枚を越えた作品となった。また、ST☆RISHの「マジLOVE2000%」の累計7.7万枚を抜き、当時のうたの☆プリンスさまっ♪で最も売上の高い作品となった。
ビルボードにおいてもTop Singles Sales・Hot Animationの2部門で1位を獲得した。

## 収録曲
1. God's S.T.A.R.
作詞：上松範康、作曲・編曲：藤田淳平
  - テレビアニメ『うたの☆プリンスさまっ♪ マジLOVEレジェンドスター』第12話・第13話挿入歌
2. KIZUNA
作詞・作曲：上松範康、編曲：菊田大介
  - テレビアニメ『うたの☆プリンスさまっ♪ マジLOVEレジェンドスター』第2話挿入歌
3. God's S.T.A.R.（instrumental）
4. KIZUNA（instrumental）

### ユニットメンバー
1. 1 2  寿嶺二（森久保祥太郎）、黒崎蘭丸（鈴木達央）、美風藍（蒼井翔太）、カミュ（前野智昭）